# 贝居安会圣若翰洗者堂
贝居安会院圣若翰洗者堂（法語：Saint-Jean-Baptiste au Béguinage）是一座位于比利时布鲁塞尔的罗马天主教教堂。该建筑由佛兰芒建筑师卢卡斯·法德勒布设计，是17世纪受意大利影响的佛兰芒巴洛克风格的著名例证。该堂曾是布鲁塞尔贝居安会院圣母会院（Notre-Dame de la Vigne）的一部分。

## 历史

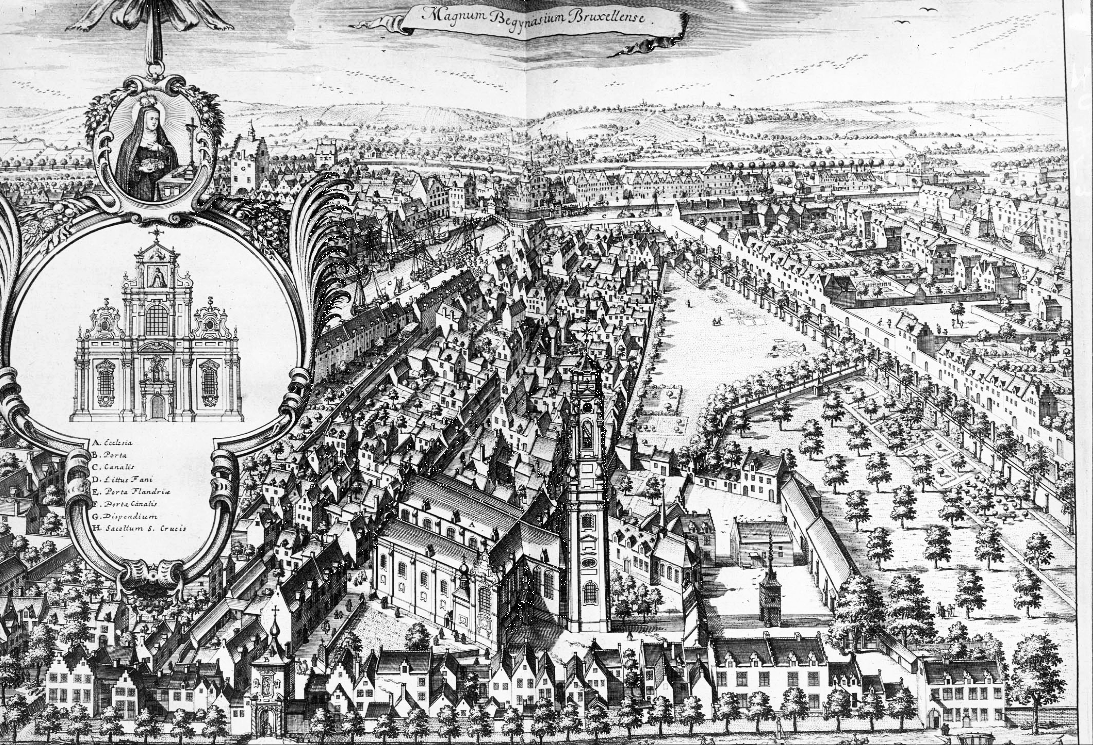
布鲁塞尔贝居安会院，1720年，雅各布斯·哈鲁威杰恩绘

贝居安修会是一些过着共同生活，但不受永久誓言束缚的平信徒妇女。在布鲁塞尔存在三个贝居安会院，其中成立最早、规模最大的圣母会院于1247年建于城墙外，靠近今天的贝居安会院广场（/）。会院包括会士住宅，设有磨坊、洗衣房、花园和菜园，周围环绕着围墙。 会士们建立了一个收容所，和一个供奉葡萄园圣母的小堂，作为礼拜的场所。
在13世纪末，这个贝居安会院已经发展到1200名会士，在同一地点修建了一个较大的哥特式教堂，即现今的建筑所在地。她们纺织羊毛，从16世纪开始，又开始制作花边。从一开始，贝居安会院街（/），构成这个以拉肯街（/）为底边的巨大的三角形区域的主轴线。介于拉肯街和柴火码头（/）之间的区域，在中世纪被称为贝居安会院区。
贝居安修会在1797年法国统治期间被取缔。其原址逐渐被分割，铺设了街道。收容所则被改建为疗养院。
1998年，难民Semira Adamu惨遭驱逐，死于警察暴力后，引发了政治难民申请人从1998年10月到1999年1月占领教堂。

## 建筑
以前的教堂是哥特式建筑，有三个中殿，一个耳堂。在1584年“布鲁塞尔加尔文主义共和国”（从1577年到1585年）期间，被加尔文主义者摧毁。贝居安修会决定采用巴洛克风格，来重建他们的教堂。该堂始建于1657年。该建筑由佛兰芒建筑师卢卡斯·法德勒布设计，是17世纪受意大利影响的佛兰芒巴洛克风格的著名例证。它的外立面被认为是比利时最美丽的立面之一。教堂在2000年11月被大火蹂躏后恢复了原貌。